# Ecitoxenidia longicornis
Ecitoxenidia longicornis är en skalbaggsart som först beskrevs av Borgmeier 1949.  Ecitoxenidia longicornis ingår i släktet Ecitoxenidia och familjen kortvingar. Inga underarter finns listade i Catalogue of Life.